# Die Trotzkis
Die Trotzkis ist eine Comedyserie, die von 1993 bis 1994 produziert und ausgestrahlt wurde. Die Erstausstrahlung lief vom 14. Dezember 1993 bis zum 1. März 1994 um 21:05 Uhr im Ersten.

## Handlung
Im Mittelpunkt der ca. 25-minütigen Folgen steht die Familie Trotzki aus Leipzig, die sich mit den Veränderungen nach der Deutschen Einheit auseinandersetzen muss. Das Familienoberhaupt Herbert Trotzki weiß alles besser, ist Mitte 50, Taxifahrer, und wie sein Sohn Benno VfB Leipzig-Fan. Seine Ehefrau Rosa ist eine arbeitslose Kindergärtnerin. Sie sorgt für den Zusammenhalt der Familie und lebt im Dauerstreit mit ihrem Mann, auch wegen dessen ständigen Lamentierens über Politik. Mit ihrer Tochter Margot verbindet sie die Vorliebe für alle Segnungen des Westens. Margot ist Mitte 20, arbeitet an der Rezeption eines führenden Leipziger Hotels und sucht nach dem Mann ihrer Träume. Ihr dicker Bruder Benno ist Anfang 20 und zweiter Vorsitzender des Fanclubs Nordkurve. Wegen seiner Behäbigkeit ist er das Lieblingsopfer Margots für verbale Attacken.

## Rezeption
„Die Trotzkis sind schlichte Gemüter, denen der deutsch-deutsche Alltag hart zusetzt. Sie sind Ossis aus Überzeugung: lieber Rotkäppchensekt statt Veuve Cliquot. Herbert Trotzki sitzt am liebsten daheim - und doziert über die Tücken der Marktwirtschaft. Der Kamikaze des Ostens im Dauerclinch mit Kredithaien und Immobilienmaklern...“
„In jeder Folge zeigen die vier, wie perfekt die Rache des kleinen Mannes sein kann, so daß es eigentlich ein Wunder ist, daß sie alle gemeinsam friedlich unter einem Dach leben. Die Serie ist die ostdeutsche Antwort auf die Comedyserie Motzki.“
Die Serie wurde 1994 auf B1, 1999 auf 3sat sowie 1997, 1998 und 2017 im MDR wiederholt.